# Hotel König von Portugal (Berlin)

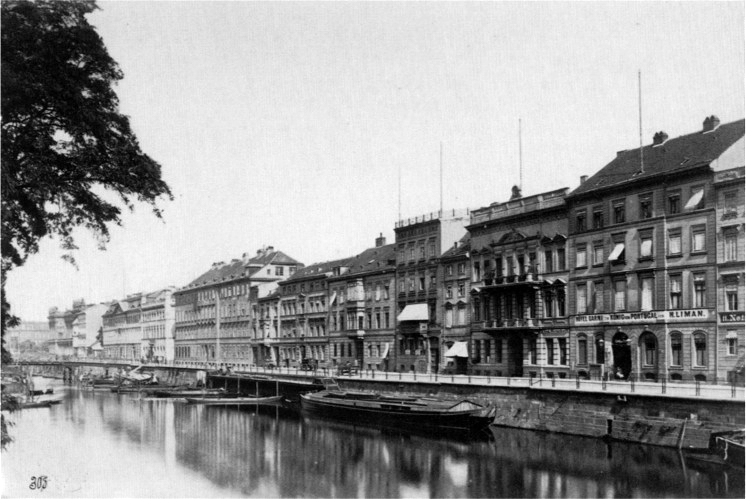
Blick auf die Burgstraße und das Hotel König von Portugal (2. Haus von rechts), vor 1882.

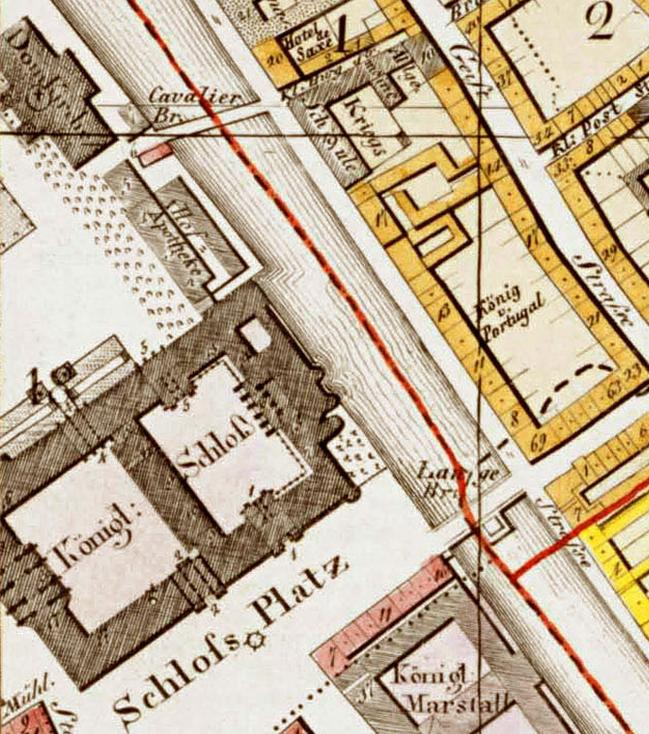
Das Hotel König von Portugal stand an der Berliner Burgstraße auf der östlichen Seite der Spree direkt gegenüber dem Berliner Stadtschloss. Ausschnitt aus dem Berlin-Stadtplan von Selter, 1846.

Das Hotel König von Portugal war ein traditionsreiches Berliner Hotel in unmittelbarer Nähe des alten Berliner Stadtschlosses in der Burgstraße Nr. 12. Das Hotel bestand seit dem Ende des 17. Jahrhunderts und wurde im Zweiten Weltkrieg durch Bombenangriffe der Alliierten zerstört. Den Namen „Hotel König von Portugal“ erhielt es, nachdem König Friedrich Wilhelm I. eine portugiesische Sondergesandtschaft hier einquartiert hatte.

## Die Burgstraße: Standort mehrerer Hotels
Die Burgstraße verlief einst am rechten Ufer der Spree von der Mühlendammbrücke bis zu den Stadtbahnbögen. Direkt gegenüber der Spreeseite des Berliner Stadtschlosses lagen in der zweiten Hälfte des 19. Jahrhunderts auf der östlichen Seite des Flusses an der Burgstraße zeitweilig mehrere Berliner Hotels, die von der touristisch und für geschäftliche Zwecke reizvollen Lage profitierten: Böttcher‘s Hotel (Nr. 11, später Nr. 9), Cassel’s Hotel (Nr. 13, ab 1891 Nr. 16), das Hotel König von Portugal (1869: Burgstraße Nr. 12), Netzler’s Hotel (1912: Nr. 15), das Hotel de Saxe (1869: Burgstraße Nr. 20) und das Börsen-Hotel (ab 1880: Nr. 27/27a). Hinter der Burgstraße und den genannten Hotels erstreckte sich zwischen der Marienkirche und der Nikolaikirche die Berliner Altstadt, ein belebtes Geschäftsviertel.

## Geschichte
Das Haus Burgstraße (spätere Nummer 12) war bereits 1699 erbaut worden und beherbergte ursprünglich das Logis zur Spree, das als „Freihaus“ von Steuern, Einquartierungen und städtischen Abgaben befreit war, wie auch einige andere Häuser der Umgebung. 1769 gab Friedrich Nicolai in seinem berühmten Berlin-Führer, der auch eine Hotelliste enthält, eine Beschreibung der Leistungen des Hotels König von Portugal (Gastwirt: Ziese). Im späteren 18. Jahrhundert wird im Berliner Adressbuch unter Burgstraße 9 der Gastwirt Koch mit der Einrichtung Kon. v. Port. angegeben. Haus Nummer 12 war zur damaligen Zeit im Besitz eines Goldschmieds, Nummer 13 weist dagegen eine „Destille“ mit Garten auf. Bereits im Jahr 1801 wird der König von Portugall im Haus Nummer 12 geführt mit dem gleichen Gastwirt Koch. Der Gasthof mit dem Namen König von Portugal entwickelte sich zu einer beliebten Bleibe für Besucher bei Hofe, für ausländische Gesandte, reiche Geschäftsleute und Künstler. Bereits Friedrich Nicolai erwähnte das Hotel 1786 in seinem Berlin-Führer und rechnete es zur ersten Klasse der Berliner Hotels. Das Hotel verfügte über einen  größeren Innenhof. Im Adressbuch des Jahres 1870 ist G. Seegers als Eigentümer des Hauses und Hotelbesitzer (König von Portugal) in der Burgstraße 12 eingetragen. Im Jahr 1901 befand sich das Hotel im Besitz der Familie N. (Frau) und G. Richter, sie als die Eigentümerin und er als Kaufmann der Betreiber. Im letzten Jahr der Existenz des Hauses Burgstraße 12 war es kein Hotel mehr, als Verwalter ist ein Kaufmann aus Wilmersdorf eingesetzt und anstelle des Eigentümers heißt es „ungenannt“. Dafür nutzten laut Adressbuch des Jahres 1943 mehrere Personen die Räumlichkeiten als Wohnung.

## Gäste (Auswahl)

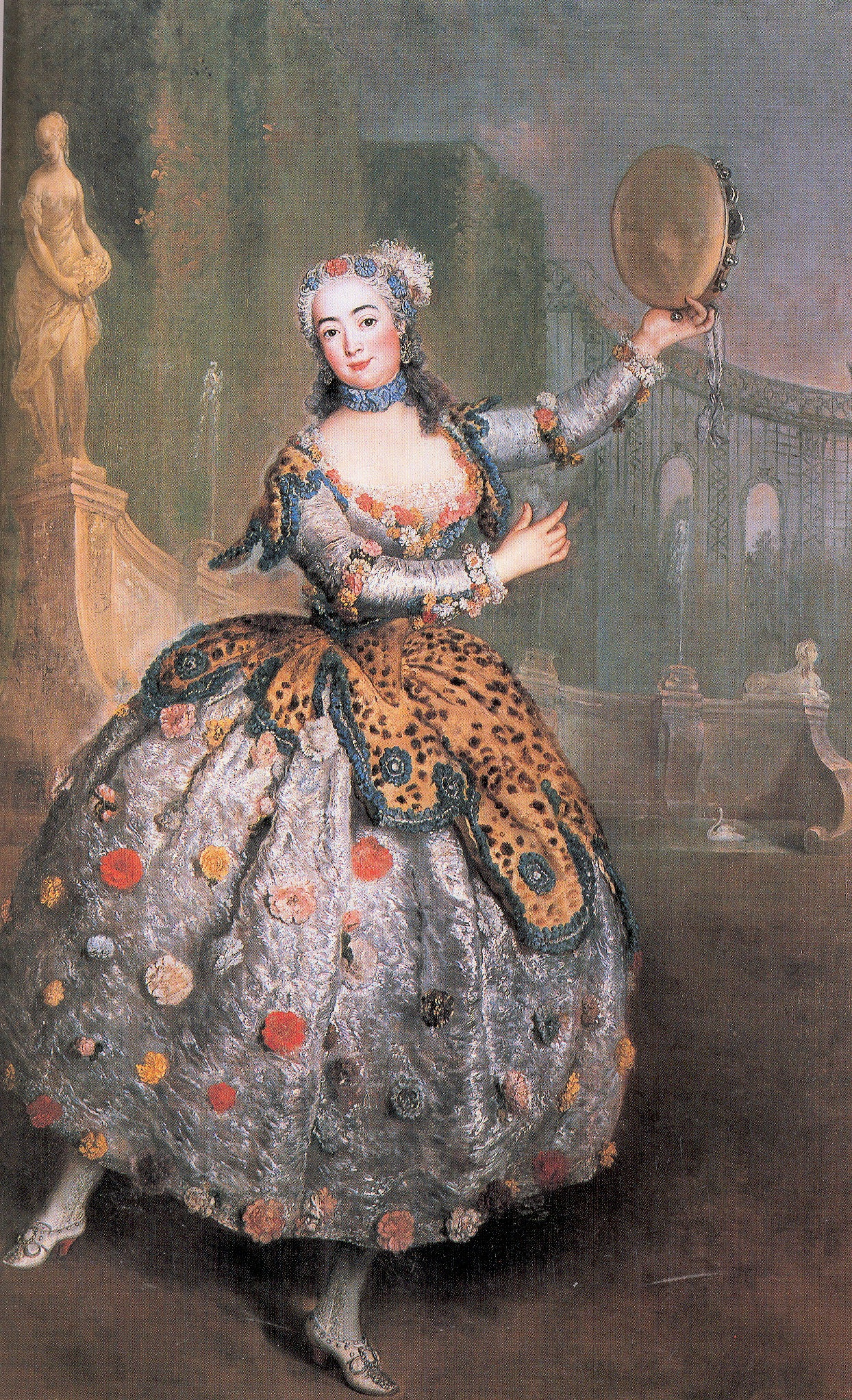
Primaballerina Barbara Campanini.

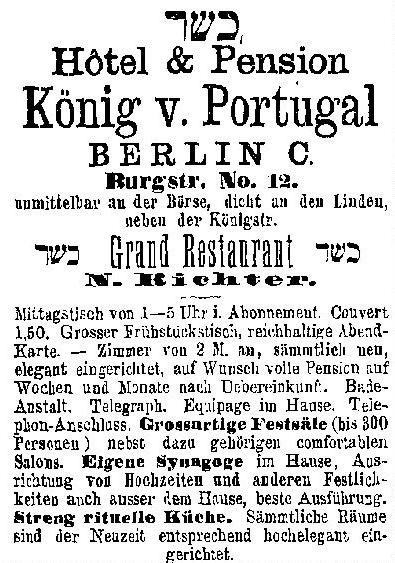
Das Hotel König von Portugal warb speziell um jüdische Gäste. Anzeige des Hotels von 1885.

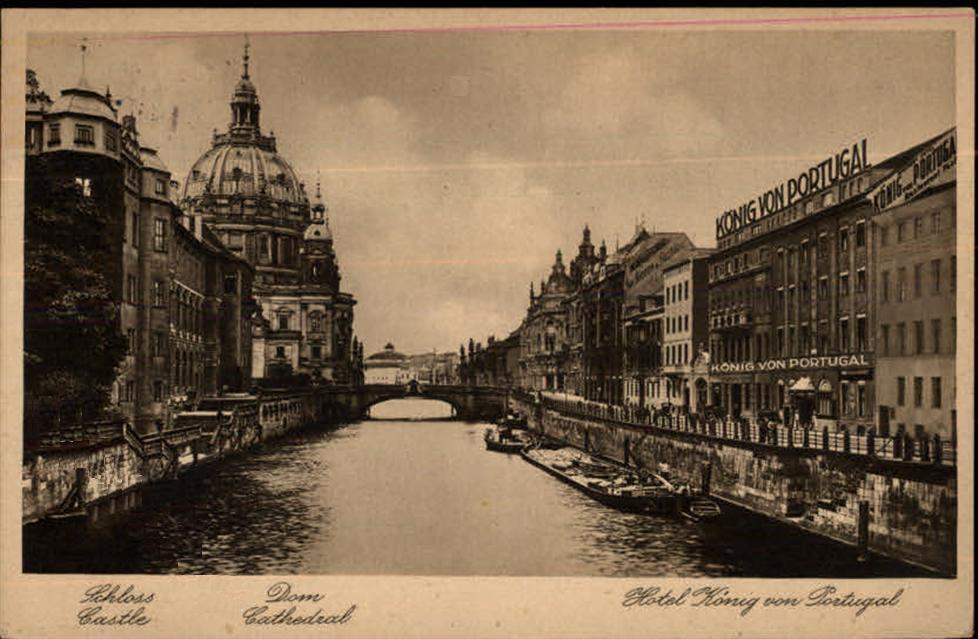
Das Hotel König von Portugal in seiner erweiterten Form.

Im Laufe der Jahre haben unzählige, darunter auch manche außergewöhnlichen Gäste im König von Portugal gewohnt:
Lessing lässt Fräulein Minna von Barnhelm hier bei ihrer Ankunft aus Sachsen den Herrn von Tellheim treffen; das Hotel erhielt in seinem Stück den verfremdeten Namen König von Spanien. König Friedrich II. brachte die Primaballerina Barbara Campanini (genannt Barberina) zunächst hier unter und wies fürsorglich an, dass für die Tänzerin eigens ein schmal gemauertes Bassin aus Berlinischen „Delfter“ Kacheln eingebaut werden solle. Später bezog die Barberina ein Palais in der Wilhelmstraße. Theodor Fontane, der 1833 in einem der Nachbarhäuser bei seinem Onkel August wohnte, lässt in seinem Roman Vor dem Sturm den Herrn von Vitzewitz im König von Portugal von seinem Hotelzimmer den Blick zum gegenüberliegenden Schloss genießen und äußern: „Das kann nicht über Nacht verschwinden“. Ein Irrtum, wie sich in den 1940er Jahren herausstellte.

## Konkurrenz und Wandlung
Nach der Gründung des Norddeutschen Bundes 1867 und der Reichsgründung 1871 entstanden im wirtschaftlich prosperierenden Berlin zahlreiche neue Hotels, darunter auch mehrere Luxushotels in der Nähe des Altstadtviertels an der Straße Unter den Linden, die mit ihrem Standard das ältere Hotel König von Portugal bald von seinem angestammten Platz in der ersten Klasse der Berliner Hotels verdrängten. Die neuen Luxushotels verfügten nicht nur über die neueste technische Ausstattung (elektrisches Licht, Fahrstühle), sondern meist auch über ein direkt dem Hotel angeschlossenes Restaurant und Café sowie über prachtvolle Festsäle.
Das Hotel König von Portugal wurde durch diese Entwicklung zu einem Mittelklasse-Hotel. Während der Berlin-Führer von Springer das Hotel 1861 noch zur ersten Kategorie der Berliner Hotels rechnet, wird das Haus 1869 von Kapp in seinem Berlin-Führer bereits zur zweiten Klasse heruntergestuft. Der Baedeker von 1887 (und in den folgenden Jahren) erwähnt das Hotel König von Portugal in seiner Besprechung der Berliner Altstadt-Hotels nicht mehr.

## Zielgruppe jüdische Gäste
1885 war der Traiteur Elkan Eigentümer des Hotelgebäudes in der Burgstraße (ab 1906 mit der Nr. 16). Besitzer des Hotelbetriebes wurde der Weinhändler G. Richter. Nun wurden auch im Hotel König von Portugal Festsäle und Salons geschaffen, die für verschiedene Zwecke, darunter auch Ausstellungen und Konferenzen genutzt werden konnten. Als neue Zielgruppe wurden außerdem jüdische Reisende und Gäste ins Auge gefasst. In einer Anzeige warb das Hotel (unter der Leitung von Frau N. Richter) damit, dass es über eine hauseigene Synagoge verfüge und eine streng rituelle Küche biete, dies wurde durch die mehrfache Erwähnung des Begriffs koscher auf hebräisch (כשר, s. Abbildung) betont. Außerdem wird auf die „großartigen Festsäle“ hingewiesen, die bis zu 300 Personen Platz bieten sollen, nebst ihren dazu gehörigen „comfortablen Salons“. Diese Ausrichtung bestimmte die Geschäftspolitik des Hotels bis in das „Dritte Reich“ hinein. Im Hotel König von Portugal konzentrierten sich in dieser Zeit die zuletzt immer stärker reduzierten, kulturellen Aktivitäten für die jüdische Bevölkerung.

## Erweiterung
Um den Anschluss an die größeren neuen Hotels nicht zu verlieren, wurde das Hotel König von Portugal durch Einbeziehung eines Nachbarhauses deutlich erweitert. Dem Hotel König von Portugal gelang es auf diese Weise im Unterschied zu vielen anderen alten Hotels, seine wirtschaftliche Grundlage zu erhalten und sich auf die veränderten Bedingungen einzustellen.

## Zerstörung im Zweiten Weltkrieg

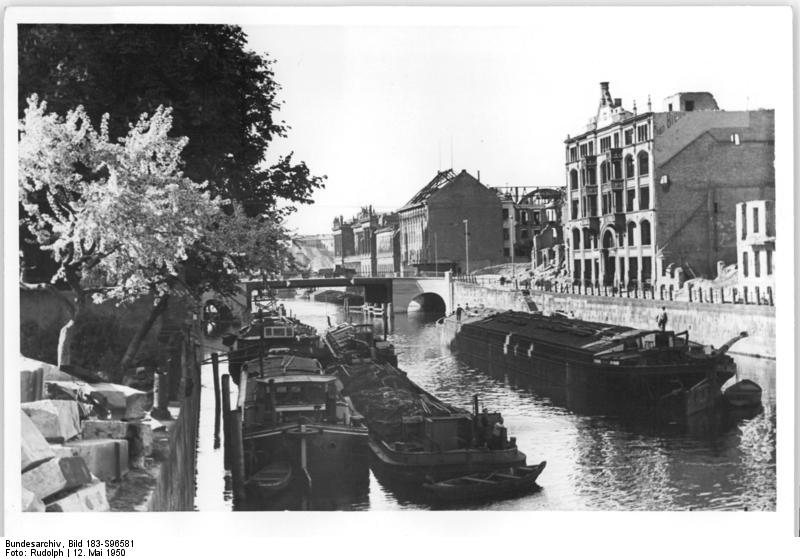
Ansicht der zerstörten Gebäude gegenüber dem Berliner Stadtschloss auf der östlichen Spreeseite im Jahr 1950.

Am Ende des Zweiten Weltkrieges fielen das Berliner Stadtschloss sowie das benachbarte Altstadtviertel alliierten Bombenangriffen zum Opfer, darunter auch das Hotel König von Portugal. Der gesamte Abschnitt der Burgstraße war nicht wiederaufbaufähig und wurde enttrümmert. Beim Bau des Berliner Fernsehturms wurde die Fläche in die umgebende Grünanlage (Marx-Engels-Forum) einbezogen, die sich bis zur Spree erstreckt.